# Simon Gábor (zenész)
Simon Gábor (Sepsiszentgyörgy, 1945. március 29.) erdélyi zeneművész, fuvolista, operaigazgató, tájfutó, Simon Ágnes sífutó apja.

## Életpályája
1968-ban elvégezte a kolozsvári Gheorghe Dima Zeneakadémiát, Utána 1972-ig fuvolista volt a kolozsvári magyar operában. 1972-73-ban könyvárus, majd 1989-ig korrepetitor tanár a kolozsvári balettiskolában. 1990-től 2009-ig a Kolozsvári Állami Magyar Opera igazgatója volt. 

## Munkássága
Több koncert résztvevője volt Romániában és más országokban. 1990-ben mesterkurzuson vett részt Svájcban. Alapító tagja az 1977-ben alakult Muzica Antiqua régizene-együttesnek. Két évtizeden át vezette a kolozsvári magyar operát. Igazgatósága alatt az opera műsorra tűzte Erkel Ferenc összes művét. 
1966-tól aktív tájfutó és térképészverseny-rendező. 
2020-ban Sors-szimfónia – Életútinterjú Simon Gáborral címmel Nánó Csaba interjúkötetet jelentetett meg az Ábel Kiadó  Prospero könyvek sorozatában.

## Díjai
- A Gyulai Várszínház Erkel-díja, 2002
- Artisjus-díj a kortárs művészetekért, 2007
- Kisebbségekért Díj, 2009
- Kolozsvár büszkesége, 2021[2]